# Mount Kenya
Mount Kenya er det højeste bjerg i Kenya, og det næst højeste i Afrika, kun Kilimanjaro er højere. De højeste toppe er Batian (5.199 moh), Nelion (5.188 moh) og Lenana (4.985 moh). Mount Kenya massivet ligger i det centrale Kenya, lige syd for ækvator og ca. 140 km nordøst for hovedstaden Nairobi.
Mount Kenya ligger i nationalparken, biosfærereservatet og verdensarvsområdet Mount Kenya nationalpark.

## Eksterne kilder og henvisninger
- Wikimedia Commons har flere filer relateret til Mount Kenya

0°9′S 37°18′Ø / 0.150°S 37.300°Ø